# Eleições parlamentares europeias de 2014 no distrito de Évora
| Eleições parlamentares europeias de 2014 por Portugal Distritos: Aveiro \| Beja \| Braga \| Bragança \| Castelo Branco \| Coimbra \| Évora \| Faro \| Guarda \| Leiria \| Lisboa \| Portalegre \| Porto \| Santarém \| Setúbal \| Viana do Castelo \| Vila Real \| Viseu \| Açores \| Madeira \| Estrangeiro |

## Resultados por concelho
Os resultados nos concelhos do Distrito de Évora foram os seguintes:

### Alandroal
| Partido                 | Partido                        | Votos | %               | +/-  |
| ----------------------- | ------------------------------ | ----- | --------------- | ---- |
|                         | Coligação Democrática Unitária | 784   | 38,17 / 100,00  | 1,33 |
|                         | Partido Socialista             | 754   | 36,71 / 100,00  | 0,09 |
|                         | Aliança Portugal               | 194   | 9,44 / 100,00   | 4,15 |
|                         | Bloco de Esquerda              | 70    | 3,41 / 100,00   | 3,32 |
|                         | PCTP/MRPP                      | 65    | 3,16 / 100,00   | 1,29 |
|                         | Partido da Terra               | 55    | 2,68 / 100,00   | 2,55 |
|                         | Outros                         | 75    | 3,66 / 100,00   |      |
| Votos Inválidos         | Votos Inválidos                | 57    | 2,78 / 100,00   | 0,48 |
| Total                   | Total                          | 2 054 | 100,00 / 100,00 |      |
| Eleitorado/Participação | Eleitorado/Participação        | 5 099 | 40,28 / 100,00  | 2,02 |

| Freguesia                                         | %     | %     | %     | %    | %    | %    | Votantes |
| Freguesia                                         | CDU   | PS    | AP    | BE   | PCTP | MPT  | Votantes |
| ------------------------------------------------- | ----- | ----- | ----- | ---- | ---- | ---- | -------- |
| Capelins (Santo António)                          | 38,35 | 34,95 | 9,71  | 1,46 | 3,40 | 1,46 | 206      |
| N.S. da Conceição, São Brás dos Matos e Juromenha | 27,22 | 38,05 | 12,48 | 5,86 | 3,46 | 4,81 | 665      |
| Santiago Maior                                    | 46,98 | 35,91 | 6,15  | 2,01 | 2,80 | 1,57 | 894      |
| Terena (São Pedro)                                | 35,99 | 37,37 | 12,46 | 3,46 | 3,46 | 2,08 | 289      |
| Alandroal                                         | 38,17 | 36,71 | 9,44  | 3,41 | 3,16 | 2,68 | 2 054    |

### Arraiolos
| Partido                 | Partido                        | Votos | %               | +/-  |
| ----------------------- | ------------------------------ | ----- | --------------- | ---- |
|                         | Coligação Democrática Unitária | 1 319 | 45,67 / 100,00  | 1,65 |
|                         | Partido Socialista             | 806   | 27,91 / 100,00  | 7,66 |
|                         | Aliança Portugal               | 277   | 9,59 / 100,00   | 5,80 |
|                         | Bloco de Esquerda              | 92    | 3,19 / 100,00   | 5,26 |
|                         | Partido da Terra               | 83    | 2,87 / 100,00   | 2,57 |
|                         | PCTP/MRPP                      | 73    | 2,53 / 100,00   | 0,52 |
|                         | LIVRE/Tempo de Avançar         | 31    | 1,07 / 100,00   | Novo |
|                         | Outros                         | 71    | 2,46 / 100,00   |      |
| Votos Inválidos         | Votos Inválidos                | 136   | 4,71 / 100,00   | 0,45 |
| Total                   | Total                          | 2 888 | 100,00 / 100,00 |      |
| Eleitorado/Participação | Eleitorado/Participação        | 6 228 | 46,37 / 100,00  | 0,19 |

| Freguesia                  | %     | %     | %     | %    | %    | %    | %    | Votantes |
| Freguesia                  | CDU   | PS    | AP    | BE   | MPT  | PCTP | L    | Votantes |
| -------------------------- | ----- | ----- | ----- | ---- | ---- | ---- | ---- | -------- |
| Arraiolos                  | 48,50 | 23,93 | 9,46  | 3,44 | 4,08 | 2,15 | 1,15 | 1 396    |
| Gafanhoeira e Sabugueiro   | 59,35 | 21,94 | 6,02  | 1,08 | 0,86 | 3,44 | 1,51 | 465      |
| Igrejinha                  | 37,71 | 38,27 | 5,87  | 4,47 | 1,96 | 2,23 | 0,84 | 358      |
| São Gregório e Santa Justa | 43,06 | 31,10 | 9,57  | 2,39 | 1,44 | 3,83 | 0,96 | 209      |
| Vimieiro                   | 30,65 | 36,52 | 16,52 | 3,91 | 2,61 | 2,39 | 0,65 | 460      |
| Arraiolos                  | 45,67 | 27,91 | 9,59  | 3,19 | 2,87 | 2,53 | 1,07 | 2 888    |

### Borba
| Partido                 | Partido                        | Votos | %               | +/-  |
| ----------------------- | ------------------------------ | ----- | --------------- | ---- |
|                         | Partido Socialista             | 1 066 | 42,54 / 100,00  | 2,93 |
|                         | Coligação Democrática Unitária | 566   | 22,59 / 100,00  | 2,27 |
|                         | Aliança Portugal               | 364   | 14,53 / 100,00  | 4,83 |
|                         | Partido da Terra               | 111   | 4,43 / 100,00   | 3,97 |
|                         | Bloco de Esquerda              | 82    | 3,27 / 100,00   | 6,91 |
|                         | PCTP/MRPP                      | 66    | 2,63 / 100,00   | 0,70 |
|                         | Outros                         | 109   | 4,36 / 100,00   |      |
| Votos Inválidos         | Votos Inválidos                | 142   | 5,66 / 100,00   | 0,20 |
| Total                   | Total                          | 2 506 | 100,00 / 100,00 |      |
| Eleitorado/Participação | Eleitorado/Participação        | 6 312 | 39,70 / 100,00  | 0,82 |

| Freguesia              | %     | %     | %     | %    | %    | %    | Votantes |
| Freguesia              | PS    | CDU   | AP    | MPT  | BE   | PCTP | Votantes |
| ---------------------- | ----- | ----- | ----- | ---- | ---- | ---- | -------- |
| Borba (Matriz)         | 38,45 | 24,47 | 15,51 | 4,12 | 3,23 | 3,23 | 1 238    |
| Borba (São Bartolomeu) | 44,67 | 20,17 | 18,16 | 4,32 | 2,31 | 3,46 | 347      |
| Orada                  | 54,26 | 25,11 | 6,28  | 2,69 | 2,69 | 0,90 | 223      |
| Rio de Moinhos         | 44,99 | 19,63 | 13,61 | 5,59 | 4,01 | 1,72 | 698      |
| Borba                  | 42,54 | 22,59 | 14,53 | 4,43 | 3,27 | 2,63 | 2 506    |

### Estremoz
| Partido                 | Partido                        | Votos  | %               | +/-   |
| ----------------------- | ------------------------------ | ------ | --------------- | ----- |
|                         | Partido Socialista             | 1 585  | 37,20 / 100,00  | 8,35  |
|                         | Aliança Portugal               | 910    | 21,36 / 100,00  | 10,77 |
|                         | Coligação Democrática Unitária | 813    | 19,08 / 100,00  | 0,12  |
|                         | Partido da Terra               | 206    | 4,83 / 100,00   | 4,44  |
|                         | Bloco de Esquerda              | 157    | 3,68 / 100,00   | 5,04  |
|                         | PCTP/MRPP                      | 78     | 1,83 / 100,00   | 0,50  |
|                         | LIVRE/Tempo de Avançar         | 52     | 1,22 / 100,00   | Novo  |
|                         | Outros                         | 153    | 3,60 / 100,00   |       |
| Votos Inválidos         | Votos Inválidos                | 307    | 7,21 / 100,00   | 1,58  |
| Total                   | Total                          | 4 261  | 100,00 / 100,00 |       |
| Eleitorado/Participação | Eleitorado/Participação        | 12 365 | 34,46 / 100,00  | 1,85  |

| Freguesia                                          | %     | %     | %     | %    | %    | %    | %    | Votantes |
| Freguesia                                          | PS    | AP    | CDU   | MPT  | BE   | PCTP | L    | Votantes |
| -------------------------------------------------- | ----- | ----- | ----- | ---- | ---- | ---- | ---- | -------- |
| Ameixial (Santa Vitória e São Bento)               | 40,73 | 25,09 | 17,45 | 4,00 | 1,09 | 2,55 | 0,73 | 275      |
| Arcos                                              | 34,00 | 19,71 | 19,71 | 6,57 | 4,57 | 2,57 | 1,14 | 350      |
| Estremoz (Santa Maria e Santo André)               | 31,64 | 24,73 | 18,21 | 5,48 | 4,36 | 1,64 | 1,60 | 2 317    |
| Évora Monte                                        | 44,04 | 9,84  | 25,39 | 4,66 | 2,07 | 4,15 | 1,04 | 193      |
| Glória                                             | 46,02 | 11,36 | 23,86 | 6,25 | 3,98 | 1,70 | 0,57 | 176      |
| São Bento do Cortiço e Santo Estêvão               | 45,58 | 18,58 | 19,47 | 2,65 | 3,10 | 0,88 | 0,88 | 226      |
| São Domingos de Ana Loura                          | 41,55 | 11,97 | 31,69 | 2,82 | 2,82 | 2,11 | 0,70 | 142      |
| São Lourenço de Mamporcão e São Bento de Ana Loura | 39,16 | 18,25 | 23,19 | 2,38 | 3,80 | 1,90 | 0,76 | 263      |
| Veiros                                             | 59,56 | 16,61 | 10,34 | 2,82 | 1,57 | 0,94 | 0,31 | 319      |
| Estremoz                                           | 37,20 | 21,36 | 19,08 | 4,83 | 3,68 | 1,83 | 1,22 | 4 261    |

### Évora
| Partido                 | Partido                               | Votos  | %               | +/-   |
| ----------------------- | ------------------------------------- | ------ | --------------- | ----- |
|                         | Partido Socialista                    | 5 385  | 30,52 / 100,00  | 5,68  |
|                         | Coligação Democrática Unitária        | 4 746  | 26,89 / 100,00  | 5,59  |
|                         | Aliança Portugal                      | 3 244  | 18,38 / 100,00  | 10,00 |
|                         | Bloco de Esquerda                     | 916    | 5,19 / 100,00   | 8,95  |
|                         | Partido da Terra                      | 889    | 5,04 / 100,00   | 4,49  |
|                         | PCTP/MRPP                             | 380    | 2,15 / 100,00   | 0,46  |
|                         | LIVRE/Tempo de Avançar                | 379    | 2,15 / 100,00   | Novo  |
|                         | Partido pelos Animais e pela Natureza | 223    | 1,26 / 100,00   | Novo  |
|                         | Outros                                | 347    | 1,97 / 100,00   |       |
| Votos Inválidos         | Votos Inválidos                       | 1 138  | 6,45 / 100,00   | 0,42  |
| Total                   | Total                                 | 17 647 | 100,00 / 100,00 |       |
| Eleitorado/Participação | Eleitorado/Participação               | 47 781 | 36,93 / 100,00  | 1,61  |

| Freguesia                                   | %     | %     | %     | %    | %    | %    | %    | %    | Votantes |
| Freguesia                                   | PS    | CDU   | AP    | BE   | MPT  | PCTP | L    | PAN  | Votantes |
| ------------------------------------------- | ----- | ----- | ----- | ---- | ---- | ---- | ---- | ---- | -------- |
| Bacelo e Senhora da Saúde                   | 31,50 | 24,48 | 18,34 | 4,87 | 5,67 | 1,97 | 2,51 | 1,53 | 5 540    |
| Canaviais                                   | 29,85 | 28,60 | 13,88 | 6,05 | 6,89 | 2,09 | 1,57 | 1,04 | 958      |
| Évora                                       | 26,96 | 21,15 | 28,59 | 5,15 | 4,23 | 2,14 | 2,40 | 1,33 | 1 962    |
| Malagueira e Horta das Figueiras            | 28,17 | 26,50 | 19,33 | 6,14 | 5,45 | 2,15 | 2,30 | 1,21 | 6 380    |
| N.S. da Tourega e N.S. de Guadalupe         | 28,53 | 48,33 | 7,46  | 2,06 | 3,86 | 0,51 | 1,29 | 0,51 | 389      |
| Nossa Senhora da Graça do Divor             | 19,70 | 56,06 | 4,04  | 3,03 | 3,03 | 3,03 | 2,53 | 0,51 | 198      |
| Nossa Senhora de Machede                    | 36,22 | 40,31 | 9,44  | 3,32 | 1,53 | 3,06 | 0,26 | 0,77 | 392      |
| São Sebastião da Giesteira e N.S. da Boa Fé | 31,18 | 37,41 | 10,79 | 4,56 | 2,88 | 6,24 | 0,72 | 0,72 | 417      |
| São Bento do Mato                           | 37,50 | 16,84 | 24,23 | 3,57 | 4,34 | 2,81 | 2,55 | 0,77 | 392      |
| São Manços e São Vicente do Pigeiro         | 51,72 | 24,83 | 10,34 | 2,30 | 1,84 | 1,61 | 0,92 | 1,38 | 435      |
| São Miguel de Machede                       | 32,82 | 37,46 | 9,60  | 5,88 | 3,41 | 1,55 | 0,93 | 1,86 | 323      |
| Torre de Coelheiros                         | 49,04 | 39,08 | 4,21  | 2,30 | 1,15 | 1,15 | 0    | 0,38 | 261      |
| Évora                                       | 30,52 | 26,89 | 18,38 | 5,19 | 5,04 | 2,15 | 2,15 | 1,26 | 17 647   |

### Montemor-o-Novo
| Partido                 | Partido                        | Votos  | %               | +/-  |
| ----------------------- | ------------------------------ | ------ | --------------- | ---- |
|                         | Coligação Democrática Unitária | 3 068  | 46,18 / 100,00  | 2,48 |
|                         | Partido Socialista             | 1 636  | 24,62 / 100,00  | 2,67 |
|                         | Aliança Portugal               | 823    | 12,39 / 100,00  | 4,72 |
|                         | Partido da Terra               | 198    | 2,98 / 100,00   | 2,47 |
|                         | Bloco de Esquerda              | 167    | 2,51 / 100,00   | 4,97 |
|                         | PCTP/MRPP                      | 164    | 2,47 / 100,00   | 0,36 |
|                         | LIVRE/Tempo de Avançar         | 94     | 1,41 / 100,00   | Novo |
|                         | Outros                         | 150    | 2,28 / 100,00   |      |
| Votos Inválidos         | Votos Inválidos                | 344    | 5,18 / 100,00   | 0,15 |
| Total                   | Total                          | 6 644  | 100,00 / 100,00 |      |
| Eleitorado/Participação | Eleitorado/Participação        | 14 911 | 44,56 / 100,00  | 1,43 |

| Freguesia                               | %     | %     | %     | %    | %    | %    | %    | Votantes |
| Freguesia                               | CDU   | PS    | AP    | MPT  | BE   | PCTP | L    | Votantes |
| --------------------------------------- | ----- | ----- | ----- | ---- | ---- | ---- | ---- | -------- |
| Cabrela                                 | 34,80 | 39,21 | 14,10 | 3,08 | 1,32 | 0,88 | 2,64 | 227      |
| Ciborro                                 | 25,90 | 46,56 | 6,56  | 2,95 | 4,59 | 1,64 | 0,33 | 305      |
| Cortiçadas de Lavre e Lavre             | 47,69 | 21,54 | 13,69 | 1,85 | 2,31 | 2,77 | 1,85 | 650      |
| Foros de Vale de Figueira               | 57,46 | 23,90 | 7,24  | 2,41 | 2,41 | 1,54 | 0,66 | 456      |
| N.S. da Vila, N.S. do Bispo e Silveiras | 45,09 | 23,63 | 13,20 | 3,48 | 2,51 | 2,58 | 1,47 | 4 143    |
| Santiago do Escoural                    | 57,65 | 21,94 | 8,16  | 1,70 | 2,04 | 2,55 | 1,02 | 588      |
| São Cristóvão                           | 47,64 | 17,45 | 19,64 | 1,82 | 2,91 | 3,64 | 1,82 | 275      |
| Montemor-o-Novo                         | 46,18 | 24,62 | 12,39 | 2,89 | 2,51 | 2,47 | 1,41 | 6 644    |

### Mora
| Partido                 | Partido                        | Votos | %               | +/-  |
| ----------------------- | ------------------------------ | ----- | --------------- | ---- |
|                         | Coligação Democrática Unitária | 913   | 49,06 / 100,00  | 5,24 |
|                         | Partido Socialista             | 424   | 22,78 / 100,00  | 4,18 |
|                         | Aliança Portugal               | 253   | 13,59 / 100,00  | 6,01 |
|                         | Partido da Terra               | 52    | 2,79 / 100,00   | 2,31 |
|                         | PCTP/MRPP                      | 43    | 2,31 / 100,00   | 0,52 |
|                         | Bloco de Esquerda              | 37    | 1,99 / 100,00   | 5,15 |
|                         | Outros                         | 53    | 2,85 / 100,00   |      |
| Votos Inválidos         | Votos Inválidos                | 86    | 4,62 / 100,00   | 0,99 |
| Total                   | Total                          | 1 861 | 100,00 / 100,00 |      |
| Eleitorado/Participação | Eleitorado/Participação        | 4 603 | 40,43 / 100,00  | 0,45 |

| Freguesia | %     | %     | %     | %    | %    | %    | Votantes |
| Freguesia | CDU   | PS    | AP    | MPT  | PCTP | BE   | Votantes |
| --------- | ----- | ----- | ----- | ---- | ---- | ---- | -------- |
| Brotas    | 51,69 | 21,26 | 10,63 | 2,42 | 2,90 | 3,38 | 207      |
| Cabeção   | 56,40 | 22,91 | 6,65  | 2,71 | 2,46 | 1,72 | 406      |
| Mora      | 47,56 | 21,78 | 15,44 | 3,11 | 1,89 | 2,11 | 900      |
| Pavia     | 42,82 | 26,15 | 18,68 | 2,30 | 2,87 | 1,15 | 348      |
| Mora      | 49,06 | 22,78 | 13,59 | 2,79 | 2,31 | 1,99 | 1 861    |

### Mourão
| Partido                 | Partido                        | Votos | %               | +/-  |
| ----------------------- | ------------------------------ | ----- | --------------- | ---- |
|                         | Partido Socialista             | 377   | 47,36 / 100,00  | 7,23 |
|                         | Aliança Portugal               | 177   | 22,24 / 100,00  | 6,55 |
|                         | Coligação Democrática Unitária | 116   | 14,57 / 100,00  | 0,70 |
|                         | Partido da Terra               | 25    | 3,14 / 100,00   | 2,81 |
|                         | PCTP/MRPP                      | 18    | 2,26 / 100,00   | 0,14 |
|                         | Bloco de Esquerda              | 16    | 2,01 / 100,00   | 5,08 |
|                         | Outros                         | 17    | 2,13 / 100,00   |      |
| Votos Inválidos         | Votos Inválidos                | 50    | 6,29 / 100,00   | 2,26 |
| Total                   | Total                          | 796   | 100,00 / 100,00 |      |
| Eleitorado/Participação | Eleitorado/Participação        | 2 373 | 33,54 / 100,00  | 1,78 |

| Freguesia | %     | %     | %     | %    | %    | %    | Votantes |
| Freguesia | PS    | AP    | CDU   | MPT  | PCTP | BE   | Votantes |
| --------- | ----- | ----- | ----- | ---- | ---- | ---- | -------- |
| Granja    | 46,06 | 16,97 | 18,18 | 1,82 | 3,03 | 3,03 | 165      |
| Luz       | 34,35 | 45,80 | 3,82  | 3,05 | 3,05 | 0    | 131      |
| Mourão    | 51,20 | 17,80 | 16,20 | 3,60 | 1,80 | 2,20 | 500      |
| Mourão    | 47,36 | 22,24 | 14,57 | 3,14 | 2,26 | 2,01 | 796      |

### Portel
| Partido                 | Partido                        | Votos | %               | +/-   |
| ----------------------- | ------------------------------ | ----- | --------------- | ----- |
|                         | Partido Socialista             | 1 034 | 44,84 / 100,00  | 11,64 |
|                         | Coligação Democrática Unitária | 829   | 35,95 / 100,00  | 6,13  |
|                         | Aliança Portugal               | 126   | 5,46 / 100,00   | 3,50  |
|                         | Bloco de Esquerda              | 59    | 2,56 / 100,00   | 4,35  |
|                         | Partido da Terra               | 57    | 2,47 / 100,00   | 2,11  |
|                         | PCTP/MRPP                      | 48    | 2,08 / 100,00   | 0,13  |
|                         | LIVRE/Tempo de Avançar         | 23    | 1,00 / 100,00   | Novo  |
|                         | Outros                         | 33    | 1,44 / 100,00   |       |
| Votos Inválidos         | Votos Inválidos                | 97    | 4,21 / 100,00   | 0,26  |
| Total                   | Total                          | 2 306 | 100,00 / 100,00 |       |
| Eleitorado/Participação | Eleitorado/Participação        | 5 584 | 41,30 / 100,00  | 0,29  |

| Freguesia                          | %     | %     | %    | %    | %    | %    | %    | Votantes |
| Freguesia                          | PS    | CDU   | AP   | BE   | MPT  | PCTP | L    | Votantes |
| ---------------------------------- | ----- | ----- | ---- | ---- | ---- | ---- | ---- | -------- |
| Amieira e Alqueva                  | 36,33 | 50,16 | 2,25 | 1,29 | 0,96 | 2,89 | 0,32 | 311      |
| Monte do Trigo                     | 34,95 | 52,30 | 4,59 | 1,28 | 1,28 | 2,30 | 0,26 | 392      |
| Portel                             | 47,27 | 29,66 | 8,03 | 3,60 | 2,99 | 1,13 | 1,65 | 971      |
| Santana                            | 55,98 | 22,83 | 3,26 | 3,26 | 1,09 | 2,72 | 1,09 | 184      |
| São Bartolomeu do Outeiro e Oriola | 49,68 | 28,25 | 3,90 | 2,60 | 4,22 | 3,57 | 0    | 308      |
| Vera Cruz                          | 49,29 | 36,43 | 3,57 | 0,71 | 3,57 | 2,14 | 2,14 | 140      |
| Portel                             | 44,84 | 35,95 | 5,46 | 2,56 | 2,47 | 2,08 | 1,00 | 2 306    |

### Redondo
| Partido                 | Partido                               | Votos | %               | +/-  |
| ----------------------- | ------------------------------------- | ----- | --------------- | ---- |
|                         | Partido Socialista                    | 678   | 35,68 / 100,00  | 9,47 |
|                         | Coligação Democrática Unitária        | 527   | 27,74 / 100,00  | 0,96 |
|                         | Aliança Portugal                      | 307   | 16,16 / 100,00  | 7,56 |
|                         | Bloco de Esquerda                     | 69    | 3,63 / 100,00   | 8,92 |
|                         | Partido da Terra                      | 67    | 3,53 / 100,00   | 3,29 |
|                         | PCTP/MRPP                             | 49    | 2,58 / 100,00   | 0,10 |
|                         | Partido pelos Animais e pela Natureza | 28    | 1,47 / 100,00   | Novo |
|                         | LIVRE/Tempo de Avançar                | 21    | 1,11 / 100,00   | Novo |
|                         | Outros                                | 43    | 2,27 / 100,00   |      |
| Votos Inválidos         | Votos Inválidos                       | 111   | 5,84 / 100,00   | 0,30 |
| Total                   | Total                                 | 1 900 | 100,00 / 100,00 |      |
| Eleitorado/Participação | Eleitorado/Participação               | 6 005 | 31,64 / 100,00  | 1,36 |

| Freguesia | %     | %     | %     | %    | %    | %    | %    | %    | Votantes |
| Freguesia | PS    | CDU   | AP    | BE   | MPT  | PCTP | PAN  | L    | Votantes |
| --------- | ----- | ----- | ----- | ---- | ---- | ---- | ---- | ---- | -------- |
| Montoito  | 35,71 | 37,38 | 14,29 | 1,43 | 2,62 | 2,62 | 0,95 | 0,71 | 420      |
| Redondo   | 35,68 | 25,00 | 16,69 | 4,29 | 3,78 | 2,57 | 1,62 | 1,22 | 1 480    |
| Redondo   | 35,68 | 27,74 | 16,16 | 3,63 | 3,53 | 2,58 | 1,47 | 1,11 | 1 900    |

### Reguengos de Monsaraz
| Partido                 | Partido                               | Votos | %               | +/-  |
| ----------------------- | ------------------------------------- | ----- | --------------- | ---- |
|                         | Partido Socialista                    | 1 565 | 49,28 / 100,00  | 9,18 |
|                         | Coligação Democrática Unitária        | 576   | 18,14 / 100,00  | 1,64 |
|                         | Aliança Portugal                      | 485   | 15,27 / 100,00  | 7,96 |
|                         | Partido da Terra                      | 92    | 2,90 / 100,00   | 2,46 |
|                         | PCTP/MRPP                             | 73    | 2,30 / 100,00   | 0,06 |
|                         | Bloco de Esquerda                     | 64    | 2,02 / 100,00   | 7,61 |
|                         | Partido pelos Animais e pela Natureza | 33    | 1,04 / 100,00   | Novo |
|                         | Outros                                | 88    | 2,78 / 100,00   |      |
| Votos Inválidos         | Votos Inválidos                       | 200   | 6,30 / 100,00   | 0,44 |
| Total                   | Total                                 | 3 176 | 100,00 / 100,00 |      |
| Eleitorado/Participação | Eleitorado/Participação               | 9 205 | 34,50 / 100,00  | 2,66 |

| Freguesia             | %     | %     | %     | %    | %    | %    | %    | Votantes |
| Freguesia             | PS    | CDU   | AP    | MPT  | PCTP | BE   | PAN  | Votantes |
| --------------------- | ----- | ----- | ----- | ---- | ---- | ---- | ---- | -------- |
| Campo e Campinho      | 57,25 | 20,59 | 9,80  | 0,78 | 2,35 | 1,37 | 0,20 | 510      |
| Corval                | 51,39 | 22,60 | 10,45 | 1,49 | 2,99 | 1,49 | 1,28 | 469      |
| Monsaraz              | 55,99 | 17,15 | 11,00 | 2,59 | 3,24 | 1,62 | 0,32 | 309      |
| Reguengos de Monsaraz | 45,50 | 16,53 | 18,64 | 3,87 | 1,96 | 2,38 | 1,32 | 1 888    |
| Reguengos de Monsaraz | 49,28 | 18,14 | 15,27 | 2,90 | 2,30 | 2,02 | 1,04 | 3 176    |

### Vendas Novas
| Partido                 | Partido                               | Votos  | %               | +/-   |
| ----------------------- | ------------------------------------- | ------ | --------------- | ----- |
|                         | Coligação Democrática Unitária        | 1 282  | 33,73 / 100,00  | 3,77  |
|                         | Partido Socialista                    | 1 148  | 30,20 / 100,00  | 11,92 |
|                         | Aliança Portugal                      | 615    | 16,18 / 100,00  | 7,52  |
|                         | Partido da Terra                      | 137    | 3,60 / 100,00   | 3,07  |
|                         | Bloco de Esquerda                     | 122    | 3,21 / 100,00   | 6,05  |
|                         | PCTP/MRPP                             | 75     | 1,97 / 100,00   | 0,41  |
|                         | LIVRE/Tempo de Avançar                | 59     | 1,55 / 100,00   | Novo  |
|                         | Partido pelos Animais e pela Natureza | 50     | 1,32 / 100,00   | Novo  |
|                         | Outros                                | 73     | 1,93 / 100,00   |       |
| Votos Inválidos         | Votos Inválidos                       | 240    | 6,31 / 100,00   | 0,19  |
| Total                   | Total                                 | 3 801  | 100,00 / 100,00 |       |
| Eleitorado/Participação | Eleitorado/Participação               | 10 290 | 36,94 / 100,00  | 5,93  |

| Freguesia    | %     | %     | %     | %    | %    | %    | %    | %    | Votantes |
| Freguesia    | CDU   | PS    | AP    | MPT  | BE   | PCTP | L    | PAN  | Votantes |
| ------------ | ----- | ----- | ----- | ---- | ---- | ---- | ---- | ---- | -------- |
| Landeira     | 35,44 | 40,54 | 11,71 | 1,20 | 3,60 | 2,10 | 0,90 | 0,30 | 333      |
| Vendas Novas | 33,56 | 29,21 | 16,61 | 3,84 | 3,17 | 1,96 | 1,61 | 1,41 | 3 468    |
| Vendas Novas | 33,73 | 30,20 | 16,18 | 3,60 | 3,21 | 1,97 | 1,55 | 1,32 | 3 801    |

### Viana do Alentejo
| Partido                 | Partido                        | Votos | %               | +/-  |
| ----------------------- | ------------------------------ | ----- | --------------- | ---- |
|                         | Coligação Democrática Unitária | 646   | 37,13 / 100,00  | 1,75 |
|                         | Partido Socialista             | 573   | 32,93 / 100,00  | 9,47 |
|                         | Aliança Portugal               | 194   | 11,15 / 100,00  | 5,98 |
|                         | Bloco de Esquerda              | 62    | 3,56 / 100,00   | 6,41 |
|                         | PCTP/MRPP                      | 59    | 3,39 / 100,00   | 0,20 |
|                         | Partido da Terra               | 55    | 3,16 / 100,00   | 2,55 |
|                         | LIVRE/Tempo de Avançar         | 18    | 1,03 / 100,00   | Novo |
|                         | Outros                         | 50    | 2,89 / 100,00   |      |
| Votos Inválidos         | Votos Inválidos                | 83    | 4,77 / 100,00   | 0,46 |
| Total                   | Total                          | 1 740 | 100,00 / 100,00 |      |
| Eleitorado/Participação | Eleitorado/Participação        | 4 868 | 35,74 / 100,00  | 0,69 |

| Freguesia         | %     | %     | %     | %    | %    | %    | %    | Votantes |
| Freguesia         | CDU   | PS    | AP    | BE   | PCTP | MPT  | L    | Votantes |
| ----------------- | ----- | ----- | ----- | ---- | ---- | ---- | ---- | -------- |
| Aguiar            | 55,56 | 27,10 | 2,71  | 3,52 | 3,25 | 2,71 | 0,54 | 369      |
| Alcáçovas         | 32,64 | 34,21 | 13,96 | 3,32 | 4,19 | 3,49 | 0,97 | 573      |
| Viana do Alentejo | 31,83 | 34,71 | 13,03 | 3,76 | 2,88 | 3,13 | 1,38 | 798      |
| Viana do Alentejo | 37,13 | 32,93 | 11,15 | 3,56 | 3,39 | 3,16 | 1,03 | 1 740    |

### Vila Viçosa
| Partido                 | Partido                        | Votos | %               | +/-  |
| ----------------------- | ------------------------------ | ----- | --------------- | ---- |
|                         | Partido Socialista             | 758   | 31,76 / 100,00  | 6,86 |
|                         | Coligação Democrática Unitária | 716   | 30,00 / 100,00  | 4,59 |
|                         | Aliança Portugal               | 432   | 18,10 / 100,00  | 9,54 |
|                         | Bloco de Esquerda              | 95    | 3,98 / 100,00   | 7,06 |
|                         | Partido da Terra               | 93    | 3,90 / 100,00   | 3,59 |
|                         | PCTP/MRPP                      | 81    | 3,39 / 100,00   | 0,80 |
|                         | Outros                         | 84    | 3,51 / 100,00   |      |
| Votos Inválidos         | Votos Inválidos                | 128   | 5,36 / 100,00   | 0,36 |
| Total                   | Total                          | 2 387 | 100,00 / 100,00 |      |
| Eleitorado/Participação | Eleitorado/Participação        | 7 264 | 32,86 / 100,00  | 1,16 |

| Freguesia                          | %     | %     | %     | %    | %    | %    | Votantes |
| Freguesia                          | PS    | CDU   | AP    | BE   | MPT  | PCTP | Votantes |
| ---------------------------------- | ----- | ----- | ----- | ---- | ---- | ---- | -------- |
| Bencatel                           | 27,64 | 47,18 | 9,33  | 3,52 | 3,52 | 3,17 | 568      |
| Ciladas                            | 37,50 | 27,73 | 13,28 | 4,30 | 1,17 | 7,03 | 256      |
| N.S. da Conceição e São Bartolomeu | 31,16 | 23,80 | 23,02 | 4,39 | 4,60 | 2,76 | 1 412    |
| Pardais                            | 43,05 | 27,15 | 13,25 | 1,32 | 3,31 | 3,97 | 151      |
| Vila Viçosa                        | 31,76 | 30,00 | 18,10 | 3,98 | 3,90 | 3,39 | 2 387    |